# Sermaize-les-Bains
Sermaize-les-Bains és un municipi francès, situat al departament del Marne i a la regió del Gran Est. L'any 2007 tenia 2.204 habitants.

## Demografia

### Població
El 2007 la població de fet de Sermaize-les-Bains era de 2.204 persones. Hi havia 944 famílies, de les quals 338 eren unipersonals (142 homes vivint sols i 196 dones vivint soles), 263 parelles sense fills, 251 parelles amb fills i 92 famílies monoparentals amb fills.
La població ha evolucionat segons el següent gràfic:
Habitants censats

### Habitatges
El 2007 hi havia 1.117 habitatges, 969 eren l'habitatge principal de la família, 30 eren segones residències i 117 estaven desocupats. 833 eren cases i 278 eren apartaments. Dels 969 habitatges principals, 618 estaven ocupats pels seus propietaris, 329 estaven llogats i ocupats pels llogaters i 22 estaven cedits a títol gratuït; 16 tenien una cambra, 63 en tenien dues, 168 en tenien tres, 274 en tenien quatre i 449 en tenien cinc o més. 594 habitatges disposaven pel capbaix d'una plaça de pàrquing. A 482 habitatges hi havia un automòbil i a 301 n'hi havia dos o més.

### Piràmide de població
La piràmide de població per edats i sexe el 2009 era:
| Homes | Edats   | Dones |
| ----- | ------- | ----- |
| 4     | 95 o +  | 8     |
| 8     | 90 a 94 | 32    |
| 8     | 85 a 89 | 48    |
| 4     | 80 a 84 | 28    |
| 48    | 75 a 79 | 56    |
| 44    | 70 a 74 | 64    |
| 80    | 65 a 69 | 92    |
| 48    | 60 a 64 | 48    |
| 48    | 55 a 59 | 24    |
| 44    | 50 a 54 | 64    |
| 108   | 45 a 49 | 76    |
| 80    | 40 a 44 | 100   |
| 69    | 35 a 39 | 56    |
| 96    | 30 a 34 | 73    |
| 68    | 25 a 29 | 72    |
| 52    | 20 a 24 | 60    |
| 64    | 15 a 19 | 64    |
| 64    | 10 a 14 | 88    |
| 40    | 5 a 9   | 56    |
| 48    | 0 a 4   | 45    |

## Economia
El 2007 la població en edat de treballar era de 1.299 persones, 891 eren actives i 408 eren inactives. De les 891 persones actives 767 estaven ocupades (448 homes i 319 dones) i 124 estaven aturades (56 homes i 68 dones). De les 408 persones inactives 118 estaven jubilades, 96 estaven estudiant i 194 estaven classificades com a «altres inactius».

### Ingressos
El 2009 a Sermaize-les-Bains hi havia 910 unitats fiscals que integraven 2.065 persones, la mediana anual d'ingressos fiscals per persona era de 15.764 €.

### Activitats econòmiques
Dels 88 establiments que hi havia el 2007, 1 era d'una empresa extractiva, 5 d'empreses alimentàries, 5 d'empreses de fabricació d'altres productes industrials, 9 d'empreses de construcció, 18 d'empreses de comerç i reparació d'automòbils, 4 d'empreses de transport, 8 d'empreses d'hostatgeria i restauració, 2 d'empreses d'informació i comunicació, 5 d'empreses financeres, 4 d'empreses immobiliàries, 4 d'empreses de serveis, 13 d'entitats de l'administració pública i 10 d'empreses classificades com a «altres activitats de serveis».
Dels 27 establiments de servei als particulars que hi havia el 2009, 1 era una oficina d'administració d'Hisenda pública, 1 gendarmeria, 1 oficina de correu, 2 oficines bancàries, 1 taller de reparació d'automòbils i de material agrícola, 1 autoescola, 1 paleta, 3 fusteries, 4 lampisteries, 5 perruqueries, 4 restaurants, 1 agència immobiliària i 2 salons de bellesa.
Dels 13 establiments comercials que hi havia el 2009, 1 era un hipermercat, 2 botiges de menys de 120 m², 4 fleques, 1 una fleca, 1 una sabateria, 1 una botiga d'electrodomèstics, 1 una perfumeria i 2 floristeries.

## Equipaments sanitaris i escolars
L'únic equipament sanitari que hi havia el 2009 era una farmàcia.
El 2009 hi havia 1 escola maternal i 2 escoles elementals. Sermaize-les-Bains disposava d'un col·legi d'educació secundària amb 464 alumnes.

## Poblacions més properes
El següent diagrama mostra les poblacions més properes.